# Mabel Miranda
Mabel Miranda fue una vedette, bailarina y actriz argentina.

## Carrera
Mabel Miranda fue una escultural primera vedette que reinó en las tablas y espacios revisteríles y en espectáculos cómicos durante la década de 1940. Fue una primera figura de aquellos años junto a otras populares estrellas  como Nené Cao, Alicia Márquez, Lydia Scotty, Thelma Carló, Maruja Montes, Carmen del Moral, entre muchas otras.
Estrenó en 1943 en el Teatro Maipo la obra sobre política de actualidades, El gran casorio político (El gran merengue político), junto al primer bailarín Orloff.
En 1945 actúa en las obras  estrenadas en el Teatro El Nacional: ¡Los Muchachos Quieren Volver! y Está… Tutto Listo!, junto a un destacado elenco en la que se encontraban Vicente Formi, Victoria Cuenca, Nené Cao, Carmen del Moral, Carlos Castro, Roberto García Ramos, Jesús Gómez y Ramón Garay.